# Bogusław Szpiech
Bogusław Szpiech (ur. 12 stycznia 1963) – polski lekkoatleta, specjalizujący się w biegach sprinterskich. Wielokrotny medalista mistrzostw Polski.

## Osiągnięcia
- Mistrzostwa Polski seniorów w lekkoatletyce (5 medali)
  - Lublin 1984 – brązowy medal w biegu na 200 m
  - Bydgoszcz 1985 – srebrny medal w sztafecie 4 × 100 m
  - Grudziądz 1986 – srebrny medal w sztafecie 4 × 100 m
  - Poznań 1987 – złoty medal w sztafecie 4 × 100 m
  - Piła 1990 – brązowy medal w sztafecie 4 × 100 m

- Halowe mistrzostwa Polski seniorów w lekkoatletyce (5 medali)
  - Zabrze 1982 – brązowy medal w biegu na 200 m
  - Zabrze 1984 – srebrny medal w biegu na 60 m, srebrny medal w biegu na 200 m
  - Zabrze 1985 – brązowy medal w biegu na 200 m
  - Zabrze 1988 – brązowy medal w biegu na 200 m

## Rekordy życiowe
- bieg na 100 metrów
  - stadion – 10,50 (Zabrze 1980)
- bieg na 200 metrów
  - stadion – 20,85 (Lublin 1984)